# Xiao Jianhua
Xiao Jianhua (chinesisch 肖建华, Pinyin Xiāo Jiànhuá, * 1972 in Feicheng, Shandong) ist ein chinesischer Unternehmer und mehrfacher Milliardär. Er hat die kanadische Staatsbürgerschaft angenommen.

## Leben
Aufgewachsen ist Xiao in einem Bergdorf in Ostchina.
Er wurde bereits mit 14 Jahren zur Peking-Universität für ein Studium in Rechtswissenschaft zugelassen. Während der Studentenproteste 1989 leitete er die offizielle Studentenorganisation an dieser Universität, lehnte allerdings die Forderungen seiner Kommilitonen ab und opponierte nicht gegen das Vorgehen der chinesischen Regierung, das zum Tian’anmen-Massaker führte. Er war deshalb auch nicht auf der Liste der 21 meistgesuchten Studentenführer aufgeführt.
Xiao wurde nach seinem Studium Geschäftsmann und handelte mit Computern. Er gründete die Tomorrow Group, die sich auf Beteiligungen an Staatsfirmen, Immobilien, Banken und Versicherungen konzentriert. In den 2000er Jahren war er anscheinend ein enger Vertrauter und finanzieller Berater von Mitgliedern der Familie von Xi Jinping.
Das Vermögen von Xiao und seiner Gattin Zhou Hongwen wurde 2016 von der chinesischen Zeitschrift Hurun-Report auf ungefähr sechs Milliarden US-Dollar geschätzt.

## Verschwinden und Gerichtsprozess
Am 27. Januar 2017 verschwand Xiao aus dem Nobelhotel Four Seasons in Hongkong. Es wurde spekuliert, dass er von der chinesischen Polizei verhaftet und auf das Festland verschleppt worden sei. Das Ereignis erinnerte an den Fall von fünf Hongkonger Buchhändlern, die zwischen Oktober und Dezember 2015 in Hongkong verschwunden waren. Später wurde bekannt, dass sie in der Volksrepublik China festgehalten wurden. Vier Buchhändler kehrten wieder nach Hongkong zurück und bekannten sich in Fernsehinterviews verschiedener Vergehen schuldig, unter anderem des Verkaufs „unautorisierter Bücher“. Einer der Buchhändler erklärte, entführt worden zu sein und dass sein Geständnis erpresst worden sei, die anderen drei bestritten dies.
Am 4. Juli 2022 teilte die kanadische Botschaft in Peking mit, über ein Gerichtsprozess von Xiao informiert worden zu sein. Informationen zum Ort des Verfahrens und den Vorwürfen wurden allerdings nicht mitgeteilt.
Im August 2022 wurde Xiao in China vom Ersten Volksgericht in Shanghai wegen Betrugs, Korruption und anderer Finanzdelikte zu 13 Jahren Gefängnis sowie einer persönlichen Geldstrafe von 6,5 Millionen Yuan (945 000 Euro) verurteilt. Seine Investmentgruppe muss ferner 55 Milliarden Yuan (8 Milliarden Euro) Strafe bezahlen. Xiao habe gestanden und sei kooperativ gewesen, deshalb sei das Urteil mild ausgefallen.